# محمدآباد (گاریزات)
محمدآباد روستایی در دهستان گاریزات بخش گاریزات شهرستان تفت استان یزد ایران است.

## جمعیت
بر پایه سرشماری عمومی نفوس و مسکن در سال ۱۳۹۵ جمعیت این روستا ۱۸۰ نفر (۵۴خانوار) بوده‌است.